# Yamaha XV 535 Virago
Yamaha XV 535 Virago – motocykl typu cruiser produkowany przez Yamaha Motor Company w latach 1987-2003.
XV 535 Virago to bardzo charakterystyczna konstrukcja ze względu na napęd wałem Kardana, co jest rzadkim rozwiązaniem w motocyklach podobnej klasy. Jedną z cech szczególnych Yamahy XV 535 Virago jest zgrabna sylwetka z dużą ilością chromowanych elementów. Motocykl ten ze względu na swoją wielkość i pojemność silnika jest pozycjonowany w środku stawki motocykli z rodziny Virago. Jego następcą jest Yamaha XVS 650 Drag Star.

## Dane techniczne Yamaha XV 535 Virago (1987-2003)
| Lata produkcji:                                    | 1987-2003                                    |
| Rozstaw osi (mm)                                   | 1520                                         |
| Wysokość siodła (mm)                               | 720                                          |
| Masa pojazdu (kg)                                  | suchy: 182 / gotowy do drogi: 197 / DMC: 415 |
| Skok zawieszenia przód/tył (mm)                    | 150/85                                       |
| Hamulec przedni:                                   | Tarczowy                                     |
| Hamulec tylny:                                     | Bębnowy                                      |
| Pojemność skok. (cm³)                              | 535                                          |
| Typ silnika                                        | V2 – 4v OHC 2 – V70°                         |
| Średnica cylindra/skok tłoka (mm):                 | 76/59                                        |
| Stopień sprężania                                  | 9:1                                          |
| Moc                                                | 32kW (44KM) przy 7500 obr/min.               |
| Maks. moment obrotowy                              | 47 Nm przy 6000 obr/min.                     |
| Zasilanie: gaźniki/liczba/średnica gardzieli (mm): | Mikuni/2/28                                  |
| Starter:                                           | Elektryczny                                  |
| Skrzynia biegów:                                   | 5-biegowa manualna                           |
| Napęd:                                             | Wał Kardana                                  |
| Rama (typ, materiał):                              | otwarta grzbietowa stalowa                   |
| Prędkość maksymalna:                               | 159 km/h                                     |
| Przyspieszenie 0-100 km/h:                         | 7,0 s                                        |
| Alternator:                                        | 280 W                                        |
| Zbiornik paliwa (l):                               | 8,6 (1987-1988); 13,5 (1989-2003)            |
| Akumulator:                                        | 12V – 12Ah                                   |
| Średnie zużycie paliwa (l/100 km):                 | 5,4                                          |